# Château de Vouilly
Le château de Vouilly est une demeure qui se dresse sur la commune déléguée de Vouilly, au sein de la commune nouvelle d'Isigny-sur-Mer, dans le département français du département du Calvados, en région Normandie.
Le château fait l'objet d'une inscription partielle au titre des monuments historiques.

## Localisation
Le château est situé à 1 kilomètre à l'est du bourg de Vouilly, commune déléguée d'Isigny-sur-Mer, dans le département français du Calvados.

## Historique
Le château attesté dès le XIe siècle change de mains à plusieurs reprises et notamment après la Guerre de Cent Ans. Il est reconstruit au XVIe siècle mais à nouveau cédé à la famille de Cussy qui procède à de nombreux aménagements dans la seconde moitié du XVIIIe siècle : une orangerie, des pavillons et un jardin à la française sont alors aménagés. On trouve un certain Antoine-Raoul Marie, marquis de Cussy-Vouilly, qui a épousé en 1784, Armande-Marie Bignon (1765-1809).
Le complexe perd des tours et des éléments de pont-levis au cours du XIXe siècle.

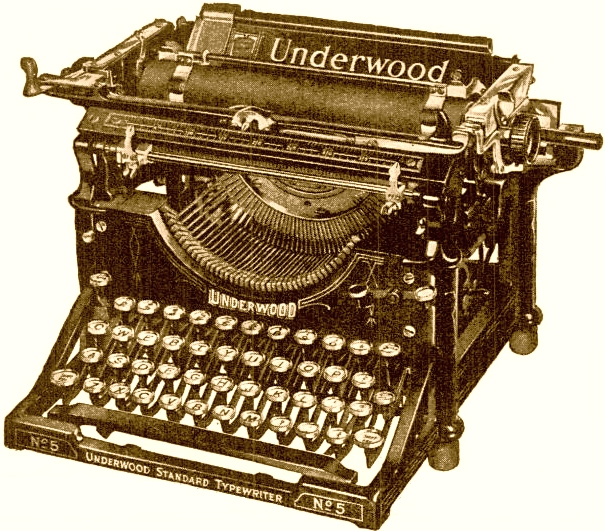
Une machine à écrire Underwood no 5 (image d'illustration).

Le château a un rôle durant la bataille de Normandie de 1944 car est placé dans l'orangerie l'émetteur qui envoie les messages des journalistes alliés couvrant les opérations. Ce rôle sera tenu jusqu'au 18 juillet 1944. Le château a été durant cette période également le siège de conférences de presse tenues par le général Bradley, commandant de la 1re armée américaine. La salle à manger de l'édifice est attribuée aux correspondants de guerre, une pièce voisine servant à la censure.
Une plaque commémorative déposée par l’Overseas Press Club of America rappelle le rôle du château pendant la seconde guerre mondiale. Une machine à écrire Underwood y est conservée et la salle des correspondants de guerre a peu changé.
L'édifice sert actuellement de chambre d'hôtes.

## Description
L'orangerie est typique de l'architecture du milieu du XVIIIe siècle, avec une porte présentant une tête féminine, un fronton pourvu des armoiries de la famille de Cussy et une balustrade.
Les pavillons de fantaisie conservent un décor de gypseries.
L'édifice conserve des douves.
Le colombier comporte 750 boulins.

## Protection
Sont inscrits par arrêté du 5 novembre 1970 :
- les façades et toitures de l'orangerie et du pavillon situé au sud de celle-ci ;
- le pavillon de fantaisie situé au nord, y compris le décor intérieur de gypseries ;
- le jardin de l'orangerie.